# Мощанка (притока Ропи)
Мощанка (пол. Moszczanka (dopływ Ropy)) — гірська річка в Польщі, у Горлицькому повіті Малопольського воєводства. Ліва притока Ропи, (басейн Балтійського моря).

## Опис
Довжина річки 18 км, найкоротша відстань між витоком і гирлом — 16,69 км, коефіцієнт звивистості річки — 1,08. Формується притоками та багатьма безіменними струмками.

## Розташування
Бере початок на південно-західній околиці села Сташкувка (гміна Мощениця). Тече переважно на південний схід через Мощеницю, Загужани і у селі Кленчани впадає у річку Ропу, ліву притоку Вислоки.

## Цікавий факт
- У селі Загужани річку перетинає дорога Воєводська № 979, а у селі Кленичани — залізниця.